# 1/III Batalion Wartowniczy
1/III Batalion Wartowniczy – oddział Wojska Polskiego pełniący służbę ochronną na granicy II Rzeczypospolitej.

## Formowanie i zmiany organizacyjne
1/III batalion wartowniczy sformowano w 1919. Funkcjonował w strukturze Okręgu Generalnego Kielce. W skład batalionu wchodziło dowództwo oraz 4 kompanie po 3 plutony. W dowództwie, oprócz dowódcy batalionu, służyli oficerowie: sztabowy, adiutant, prowiantowy i kasowy; podoficerowie: mundurowy, prowiantowy, rusznikowy, sanitarny oraz 6 ordynansów. 
14 lipca 1920 batalion został przeniesiony do Hrubieszowa i podporządkowany Dowództwu Okręgu Generalnego „Lublin”. 
14 września 1920 został przemianowany na V Kielecki batalion etapowy. 
W październiku 1920 baon znajdował się w Sosnowcu. 30 października dowódca OGen. Kielce zatwierdził skład Komisji Gospodarczej Baonu Wartowniczego Nr 1/III w Sosnowcu w składzie: ppor. Władysław Izdebski (1 członek) i ppor. Mirosław Zaleski (2 członek).
Na podstawie rozkazu Ministra Spraw Wojskowych nr 3046/Org z dnia 24 marca 1921, na bazie 1/III batalionu wartowniczego batalionu powstał 4 batalion celny.

## Dowódcy batalionu
- kpt. piech. Zygmunt Berling
- mjr Stefan Szumański (do 27 X 1920 → dyspozycja Dowództwa 4 DP[5])
- płk ochot. Władysław Artur Paweł Morawski (od 27 X 1920[5])